# Derenício-Asócio de Vaspuracânia

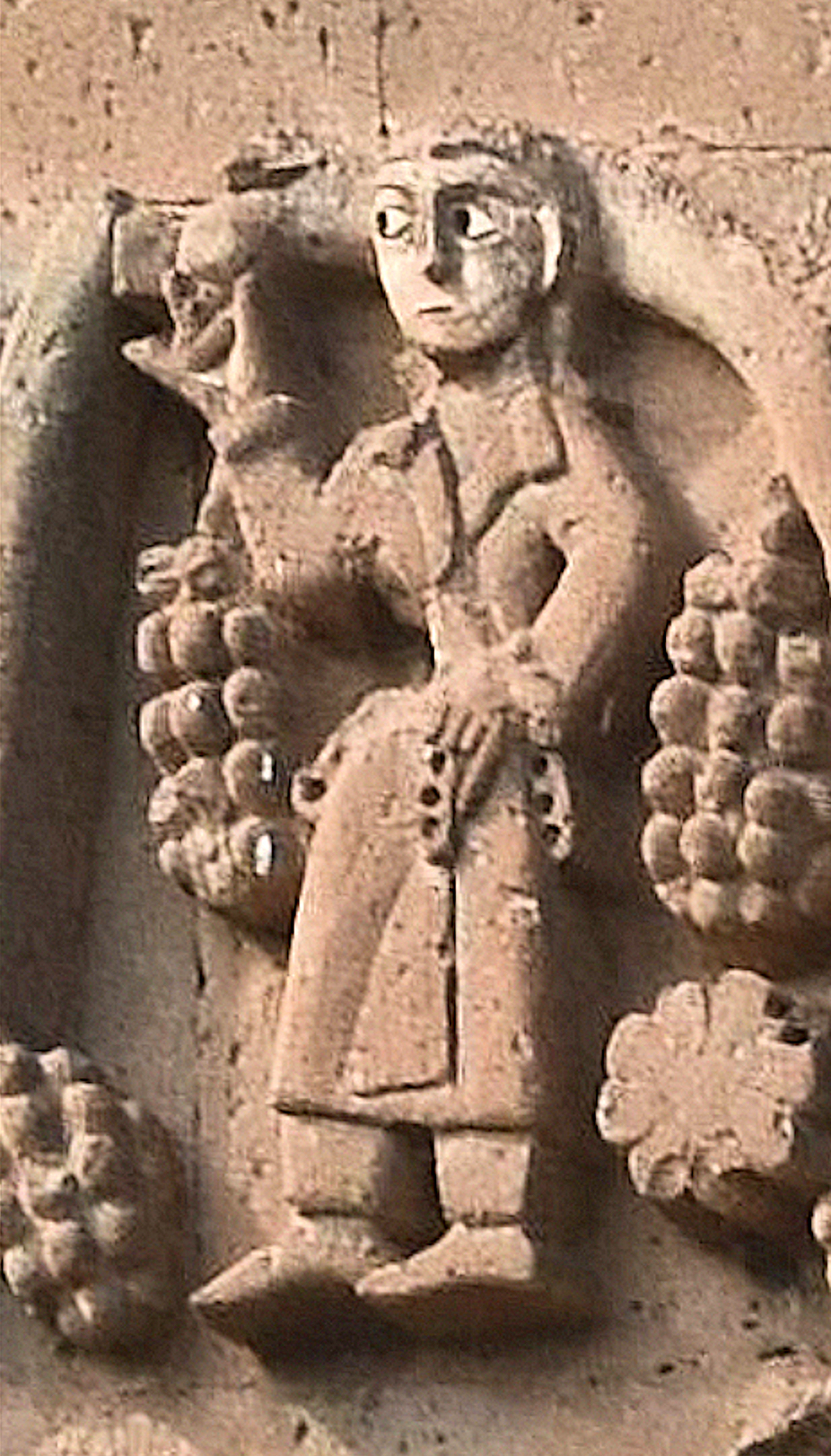
Gravura em pedra na Catedral da Santa Cruz, Aghtamar.

Derenício-Asócio ou Derenício Asócio Arzerúnio (em armênio/arménio: Դերենիկ-Աշոտ Արծրունի; m. 958/959) foi o segundo rei de Vaspuracânia da família Arzerúnio, sucedendo seu pai Cacício I após sua morte. Ele morreu sem crianças em 958/959 e foi sucedido por seu irmão mais novo Abusal Amazaspes.

## Nome
Asócio (Asotius; Ασώτιος, Asṓtios) é a forma latina e grega do armênio Axote (Աշոտ, Ašot), cuja origem é desconhecida. Foi registrado em árabe como Axote (آشُوط, ʔāšūṭ) e em georgiano como Axote / Axoti (აშოტ(ი), Ašoṭ(i)).